# UKS Judo Mysłowice
UKS Judo Mysłowice – Uczniowski Klub Sportowy „JUDO” w Mysłowicach. Klub został założony 16 czerwca 2014 i kontynuuje 14-letnie tradycje sekcji judo w ramach działalności MOSiR Mysłowice. Klub opiera się głównie na szkoleniu dzieci i młodzieży w sportach walki takich jak judo i ju-jitsu. UKS Judo Mysłowice zrzeszony jest w Śląskim Związku Judo, który należy do Polskiego Związku Judo.

## Skład zarządu
- Prezes – Ryszard Dziewulski,
- Wiceprezes – Zbigniew Dytko,
- Sekretarz – Sylwia Matuszny[1].

## Historia klubu
W 1924 roku założony został Policyjny Klub Sportowy, który od roku 1949 przyjął nazwę K.S. Gwardia Katowice. Pierwsze treningi judo K.S. Gwardia Katowice zaczęły się odbywać w latach 60. XX wieku w Katowicach Piotrowicach. Z K.S. Gwardia Katowice wykształciła m.in. się tyska sekcja judo – przy ognisku TKKF w 1976. Równolegle do niej powstała również druga sekcja w szkole PCS. Gdy w 1980 sekcja przy TKKF zakończyła treningi, wszyscy przenieśli się na treningi do szkoły PCS. W 1983 powstał nowy oddział klubu w którym miały się odbywać treningi dla młodszych adeptów judo pod okiem trenerów – Henryka Dybka i Ryszarda Dziewulskiego. W 1994 roku klub wrócił do dawnej nazwy – Policyjny Klub Sportowy Katowice, którego sekcję prowadził już tylko jeden trener – Ryszard Dziewulski. Dobra passa klubu trwała do 1999, kiedy to klub zaczął mieć problemy, co przyczyniło się niemalże do jego likwidacji. Trener przeniósł więc klub do Mysłowic pod nową nazwą Policyjny Klub Sportowy „Katowice 1924”. W roku 2003 PKS Katowice został rozwiązany, a jego zawodnicy zasilili nową sekcję judo przy MOSiR Mysłowice. Obecnie od 16 czerwca 2014 klub funkcjonuje jako UKS „Judo” Mysłowice. 

## Osiągnięcia klubu
UKS Judo Mysłowice na swoim koncie sportowym ma m.in. kilkadziesiąt medali Mistrzostw Śląska, Mistrzostw Polski, Mistrzostw Europy Judo, Mistrzostw Europy Ju Jitsu oraz Mistrzostwa Świata Ju Jitsu. Licząc okres od dnia założenia klubu (bez wcześniejszej działalności sekcji judo MOSiR Mysłowice) UKS Judo Mysłowice aż do końca roku 2021 dzięki swoim zawodnikom wywalczył 706 złotych, 542 srebrnych i 551 brązowych medali. Z czego najważniejsze z nich to:
- 1 złoty i 2 brązowe medale Mistrzostw Świata Ju Jitsu,
- 1 srebrny medal Pucharu Świata Ju Jitsu,
- 3 medale Mistrzostw Europy Ju Jitsu,
- 1 medal Pucharu Europy,
- 53 medale Mistrzostw Polski,
- 49 medali Mistrzostw Śląska,
- 106 medali Pucharu Polski.

Pozostałe medale zdobyli zawodnicy w kategorii wiekowej DZIECI. 

## Najbardziej utytułowani zawodnicy
Kobiety:
- Gowarzewska Alicja,
- Nowicka Alicja,
- Szewieczek Izabela,
- Mendyka Aleksandra,
- Adamczyk Izabela,
- Hulin Karolina[4].

Mężczyźni:
- Kocima Filip,
- Skulik Przemysław,
- Osiak Mateusz,
- Witkowski Bartłomiej[5].

## Mistrzostwa Miasta Mysłowice
UKS Judo Mysłowice co roku organizuje Mistrzostwa Miasta Mysłowice w judo. Mistrzostwa są przeprowadzane pod honorowym patronatem Prezydenta Miasta Mysłowice. Wydarzenie odbywa się na hali sportowej MOSiR na Bończyku. Do roku 2022 klub zorganizował to wydarzenie już 11 razy.